# Malapascua
L'isola di Malapascua è una piccola isola a nord-est di Cebu nelle Filippine.
Tipica isola tropicale con spiagge bianchissime e palme sul mare. Famosa per la presenza stanziale dello squalo volpe, è meta di esperti subacquei che vengono a soggiornare in loco per vederlo al mattino presto.
Sull'isola sono presenti piccoli resort, il villaggio all'interno è abitato da locali che allevano galli da combattimento, sport tipico locale.
La religione cattolica è quella seguita da quasi tutti gli abitanti.
I diving center sono ben attrezzati con barche tipicamente locali per escursioni alle isole circostanti e anche per escursioni subacquee; bellissima isola vicina è Gato, giardino sub tra le 10 più belle immersioni del mondo.